# Dunhill

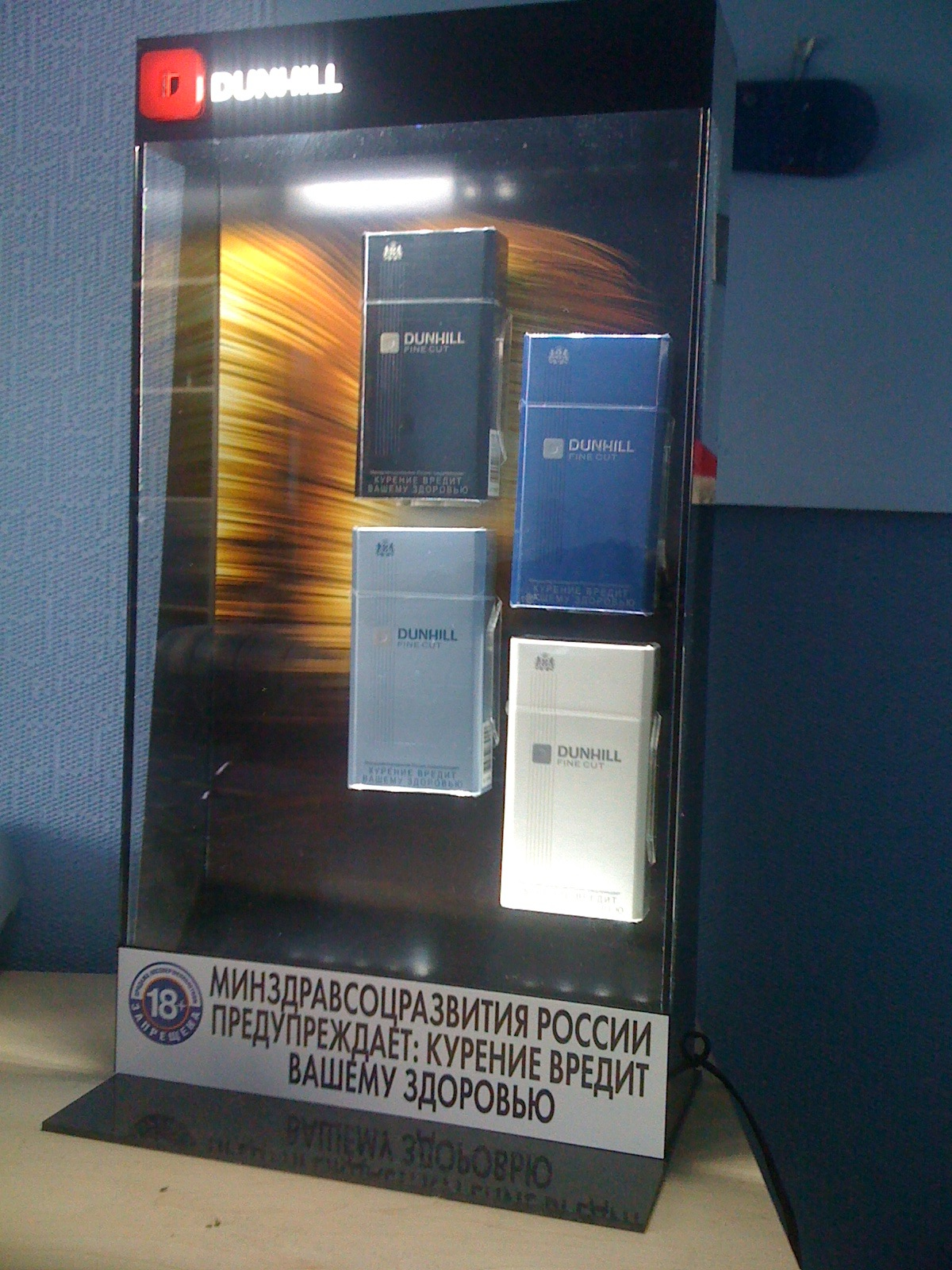
Сигарети Dunhill Fine Cut в прикасовому дисплеї

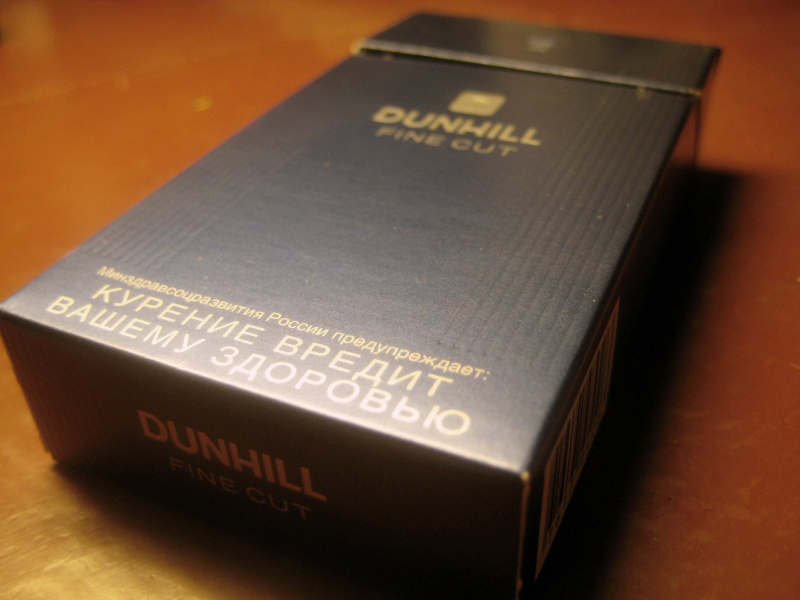
Російська пачка Dunhill Fine Cut Black у старому дизайні

Dunhill — марка сигарет, яку виробляє компанія British American Tobacco. Різниця між різновидами цієї продукції полягає в різних ступенях міцності.

## Історія
Альфред Данхілл — засновник династії підприємців, відкрив свій тютюновий магазин в 1907 році. Сьогодні компанія розділена на дві складові — марка Dunhill, що займається тютюном, і Alfred Dunhill, що випускає розкішні одяг, годинник і аксесуари. До 1982 року випускалися компанією сигари і цигарки. Ця продукція все ще випускається та її асортимент доступний в багатьох країнах.
Бренд Dunhill належить British American Tobacco.